# قمری مویه‌گر
قمری مویه‌گر یا قمری سوگوار (نام علمی: Zenaida macroura) نام یک گونه از تیره کبوتران است.

## محدوده جغرافیایی
قمری مویه‌گر از پرندگان بومی منطقه آمریکای شمالی هست. آنها در جنوب کانادا، در سراسر ایالات متحده و مکزیک تا پاناما زندگی می‌کنند. قمری‌های سوگوار در تمام طول سال در بیشتر محدوده جغرافیایی خود یافت می‌شوند، اما جمعیت‌های شمالی در طول زمستان به جنوب مهاجرت می‌کنند.

## زیستگاه
قمری‌های سوگوار پرندگانی هستند که سازگاری طبیعی بالایی دارند و در زیستگاه‌های مختلفی یافت می‌شوند. آنها بیشتر در جنگل‌های باز و لبه‌های جنگلی نزدیک علفزارها و مزارع دیده می‌شوند. آنها در مناطق کشاورزی و حومه شهرها به فراوانی یافت می‌شوند

## ریخت‌شناسی
قمری‌های مویه‌گر، پرندگانی با جثه متوسط از خانواده کبوتران هستند. اندازه، وزن و رنگ آنها در بین محدوده جغرافیایی آنها متفاوت است. آنها سری نسبتاً کوچک، دمی بلند و نوکی تیز دارند، روی پشت آنها به‌طور کلی آبی مایل به خاکستری تا قهوه‌ای مایل به خاکستری با لکه‌های سیاه روی بال‌ها و پشت چشم هاست، آنها منقاری کوچک و سیاه و پاهای قرمز دارند. نرها معمولاً بزرگتر از ماده‌ها هستند و رنگ آنها کمی روشن‌تر است، نرها تاجی مایل به آبی و سینه‌ای گلگون دارند.

## تولیدمثل
قمری‌های مویه‌گر تک همسر هستند. برخی از جفت‌ها در طول زمستان با هم می‌مانند. نرها تعدادی نمایش، همراه با صدای «کوو» روی یک سکوی نمایش اجرا می‌کنند. آنها نرهای دیگر را از سکوی نمایشی خود دور می‌کنند، آن‌ها بجز زمان جفت‌یابی قلمروی ایجاد نمی‌کنند. ماده‌ها در نزدیکی نر بر روی سکوی نمایش او فرود می‌آیند و باعث می‌شود که نر یک سری مانورهای مفصل را برای معاشقه آغاز کند. اگر بین یک جفت پیوند تشکیل شود، نر و ماده چند روز پیش از شروع با هم شروع به ساختن لانه می‌کنند. ساخت لانه بیش از ده ساعت طول می‌کشد و یک بازه زمانی سه تا چهار روزه را پوشش می‌دهد.
قمری‌های ماده معمولاً دو تخم کوچک و سفیدرنگ می‌گذارند. جوجه‌ها پس از تولد و پس از ۱۵ روز لانه را ترک می‌کنند، اما تا زمانی که در پرواز موفق‌تر شوند، در نزدیکی لانه می‌مانند. قمری‌های مویه‌گر معمولاً تا ۸۵ روز پس از تولد قادر به تولید مثل هستند. آن‌ها طولانی‌ترین فصل تولیدمثل را در بین پرندگان آمریکای شمالی دارند.

## رفتار و عادت غذایی

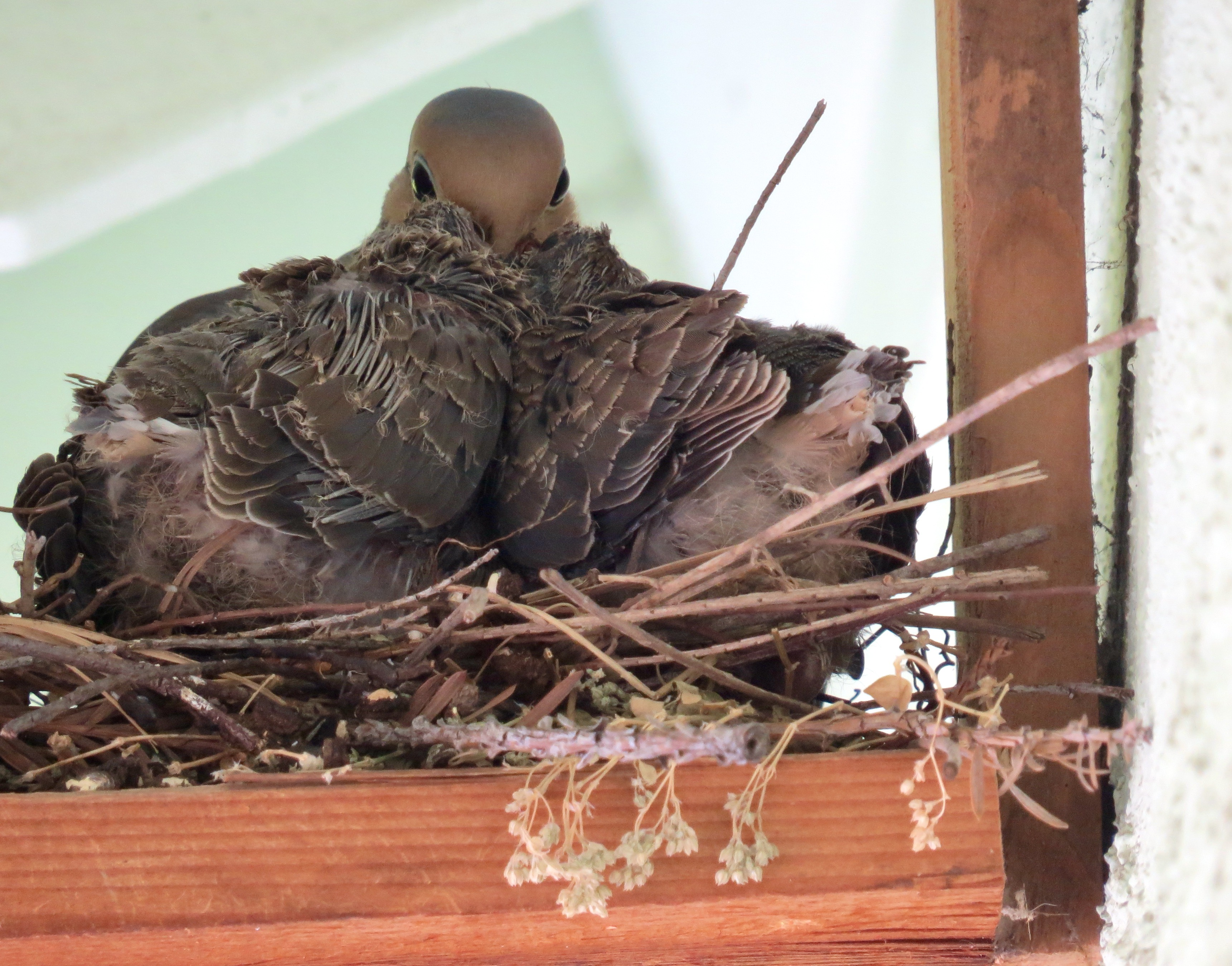
خانواده جدید پرنده سوگوار.لانه ساازی این نوع پرنده.

قمری مویه‌گر از انواع حرکات بدنی برای ترساندن مزاحمان، تهدید نرهای مهاجم و جذب جفت‌های احتمالی استفاده می‌کند. آن‌ها با تولید مجموعه‌ای از نغمه‌ها و تماس‌ها برای برقراری ارتباط با سایر قمری‌ها استفاده می‌کنند. نغمهٔ نر برای جذب جفت اغلب در ماه‌های گرم سال شنیده می‌شود. ریتم صدای آنها معمولاً شبیه «کو اوو، اوو، اوو، اوو.» است. قمری‌های مویه‌گر هنگام پرواز صداهای غیرآوازی نیز تولید می‌کنند، هنگام پرواز صدای شبیه سوت می‌زنند، و گاه با بال‌های خود صداهای تند تند می‌زنند. هدف این صداها مشخص نیست.
قمری‌های مویه‌گر، انواع مختلفی از دانه‌ها، میوه‌ها و حشرات را می‌خورند. آنها دانه‌هایی را ترجیح می‌دهند که روی زمین قرار گیرند. با این حال وقتی دانه‌های زمینی کمیاب شود در میان درختان و بوته‌ها به دنبال غذا هستند. رژیم غذایی آنها را معمولاً (۹۵٪) دانه‌ها یا قسمت‌های از گیاهان تشکیل می‌دهد. قمری‌های مویه‌‎گر محصولات کشاورزی به‌ویژه غلاتی مانند ذرت، ارزن، چاودار، جو و گندم را می‌خورند. در موارد نادری می‌توان قمری‌های مویه‌گر را در حال شکار حشراتی مانند ملخ، مورچه، سوسک و حلزون‌ها دید.